# 알로에 베라
알로에 베라(Aloe vera)는 알로에속의 다육 식물종이다. 상록 여러해살이 식물로서, 아라비아 반도가 기원이지만 전 세계 열대, 아열대, 건조 기후에서도 야생에서 성장한다. 농업용, 약리용으로 경작된다. 이 종은 미관을 목적으로도 쓰이며 실내에서 화분 화초로 성공적으로 성장한다.알로에 베라는 보습 효과가 좋아 보습제로도 쓰인다.열대기후,아열대기후,온대기후에서 자란다. 알로에속에는 500종이 넘는다고 알려져 있다.이 식물은 염분에 강하다.

## 특징

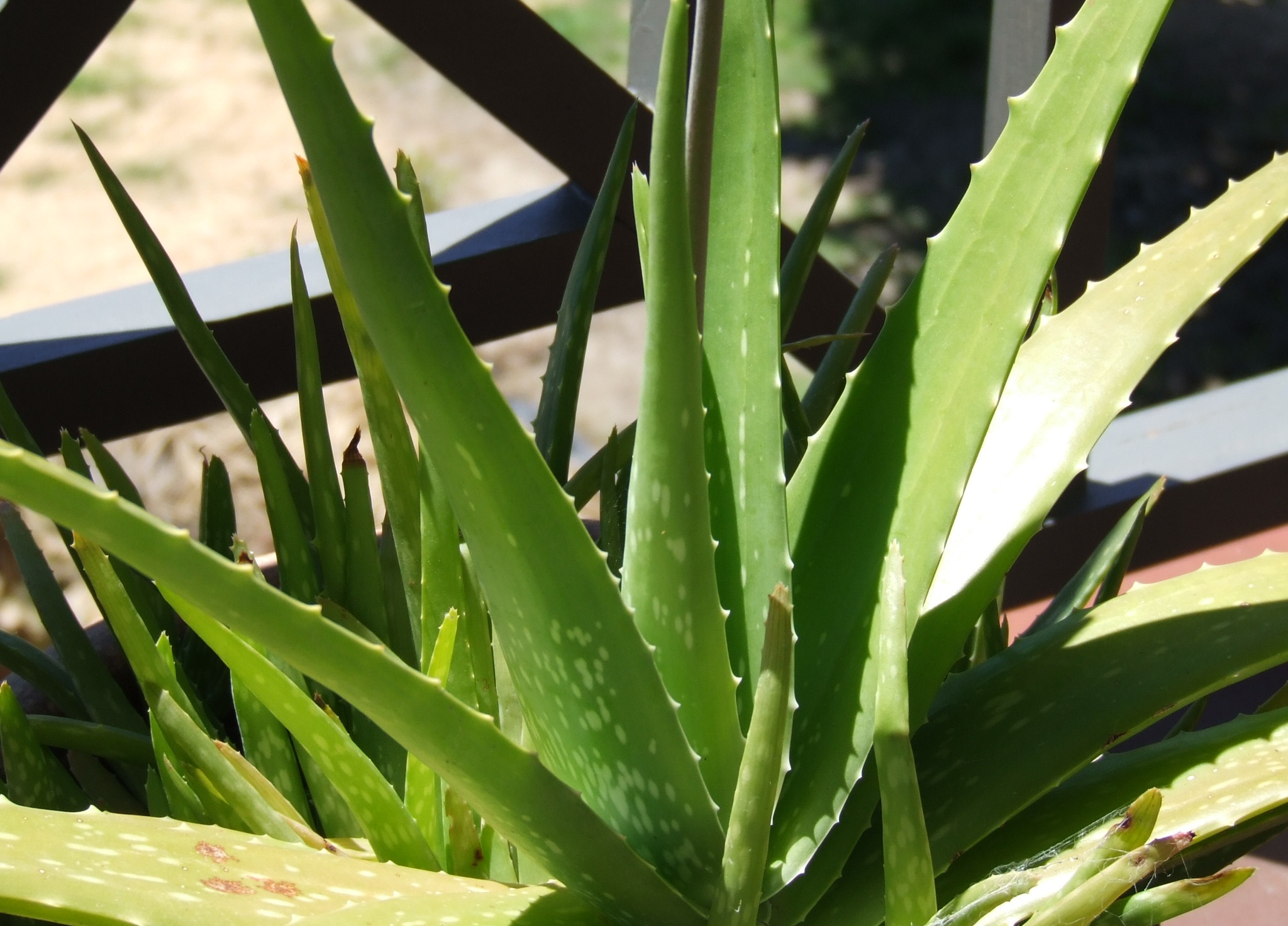

알로에 베라는 줄기가 없거나 줄기가 매우 짧은 식물로 키가 60~100cm까지 자라며 옆으로 퍼져나간다.

## 갤러리

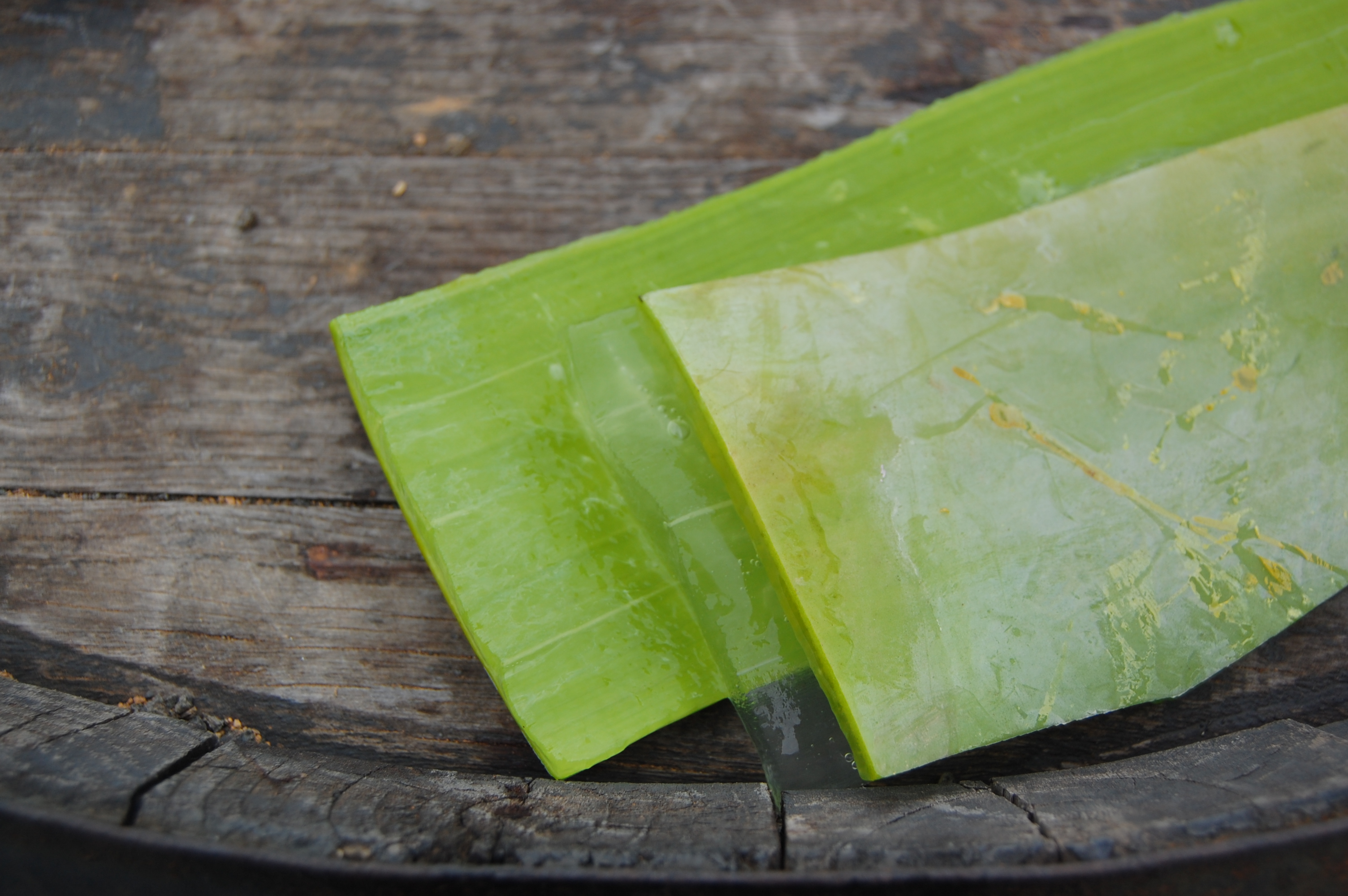
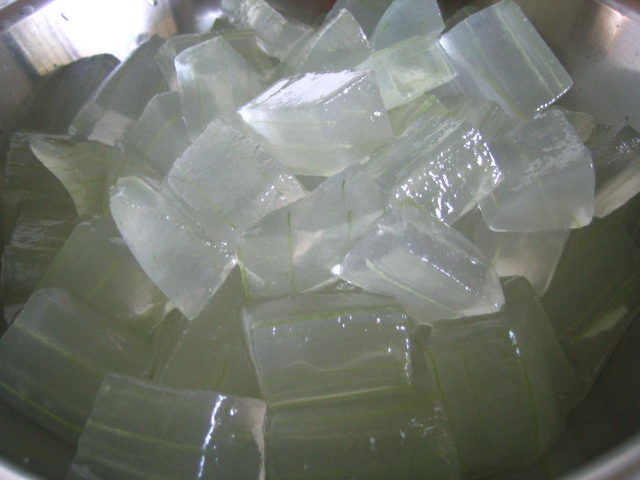
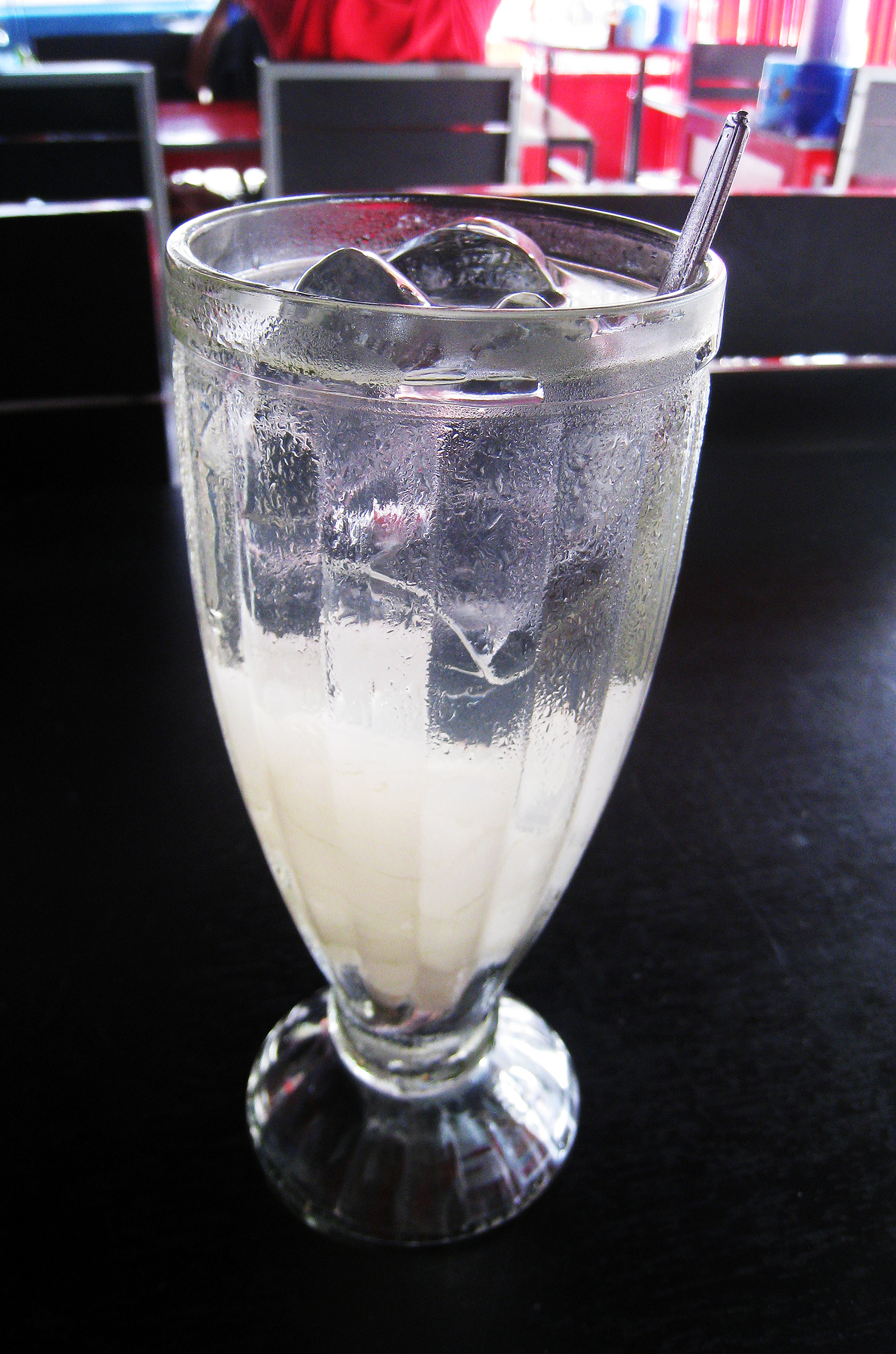
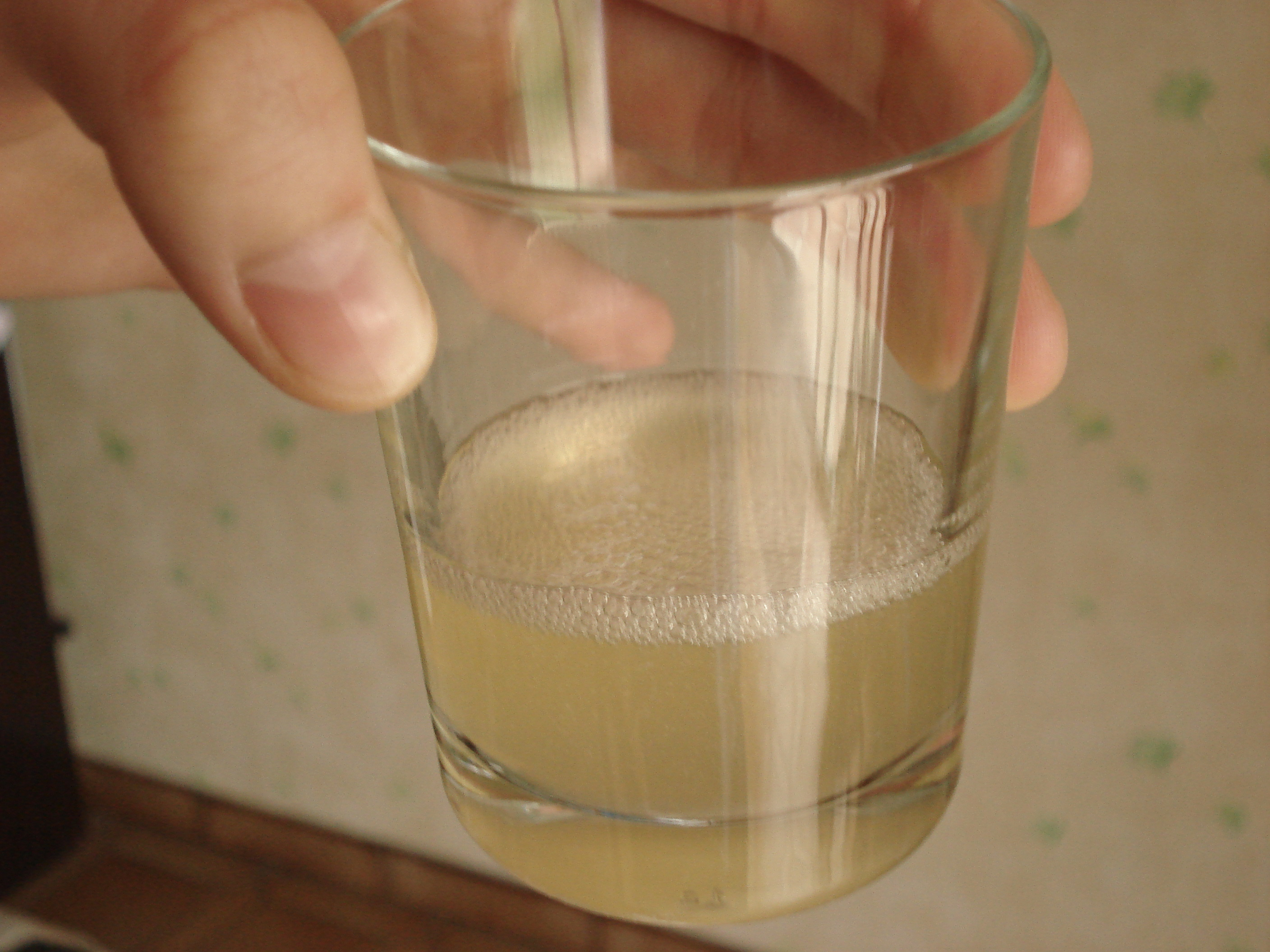
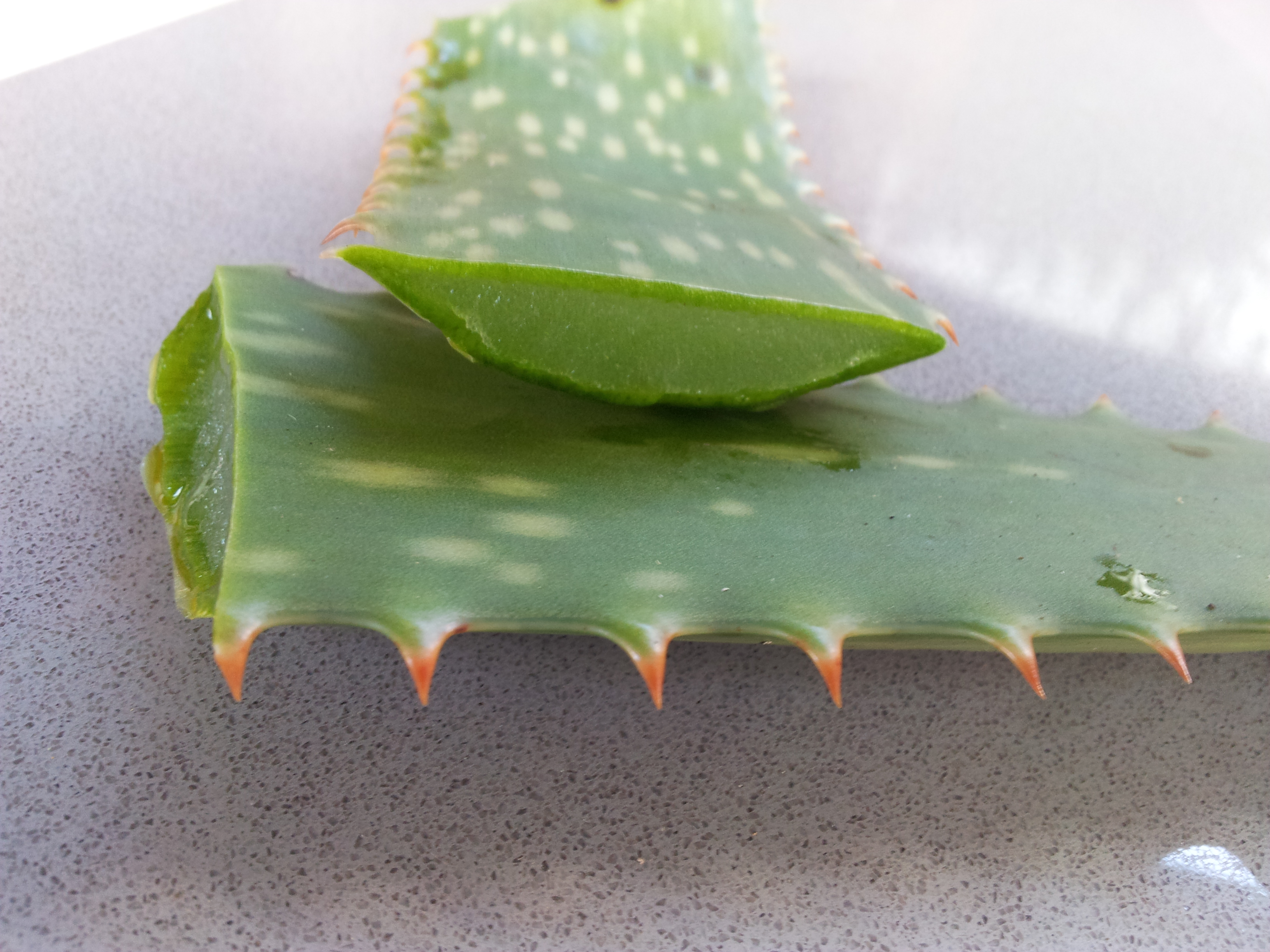
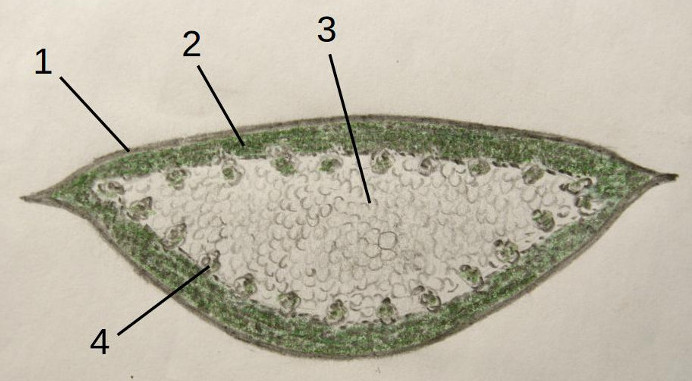
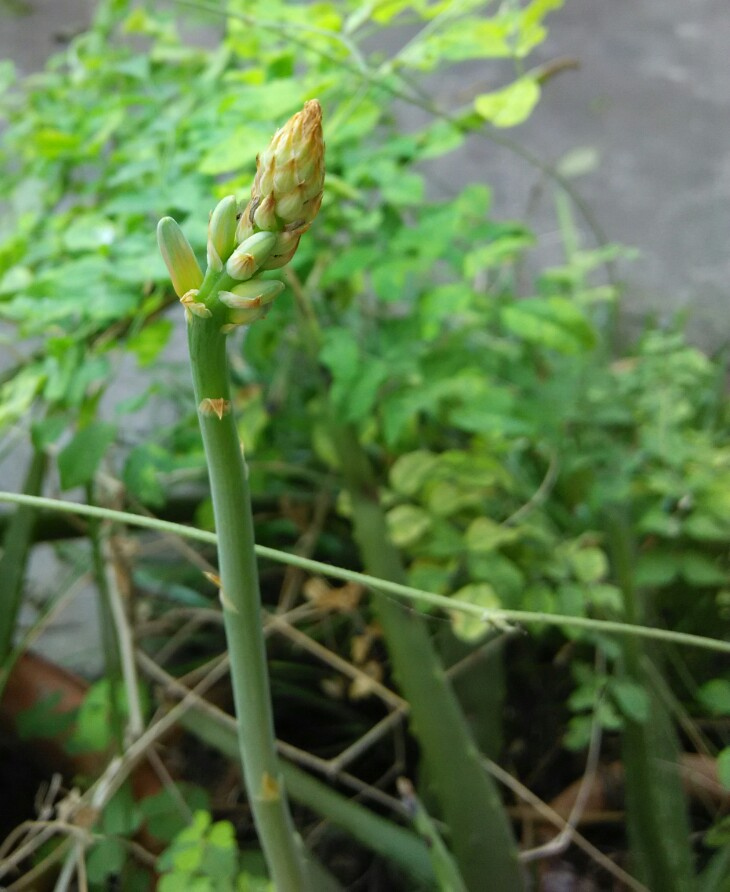
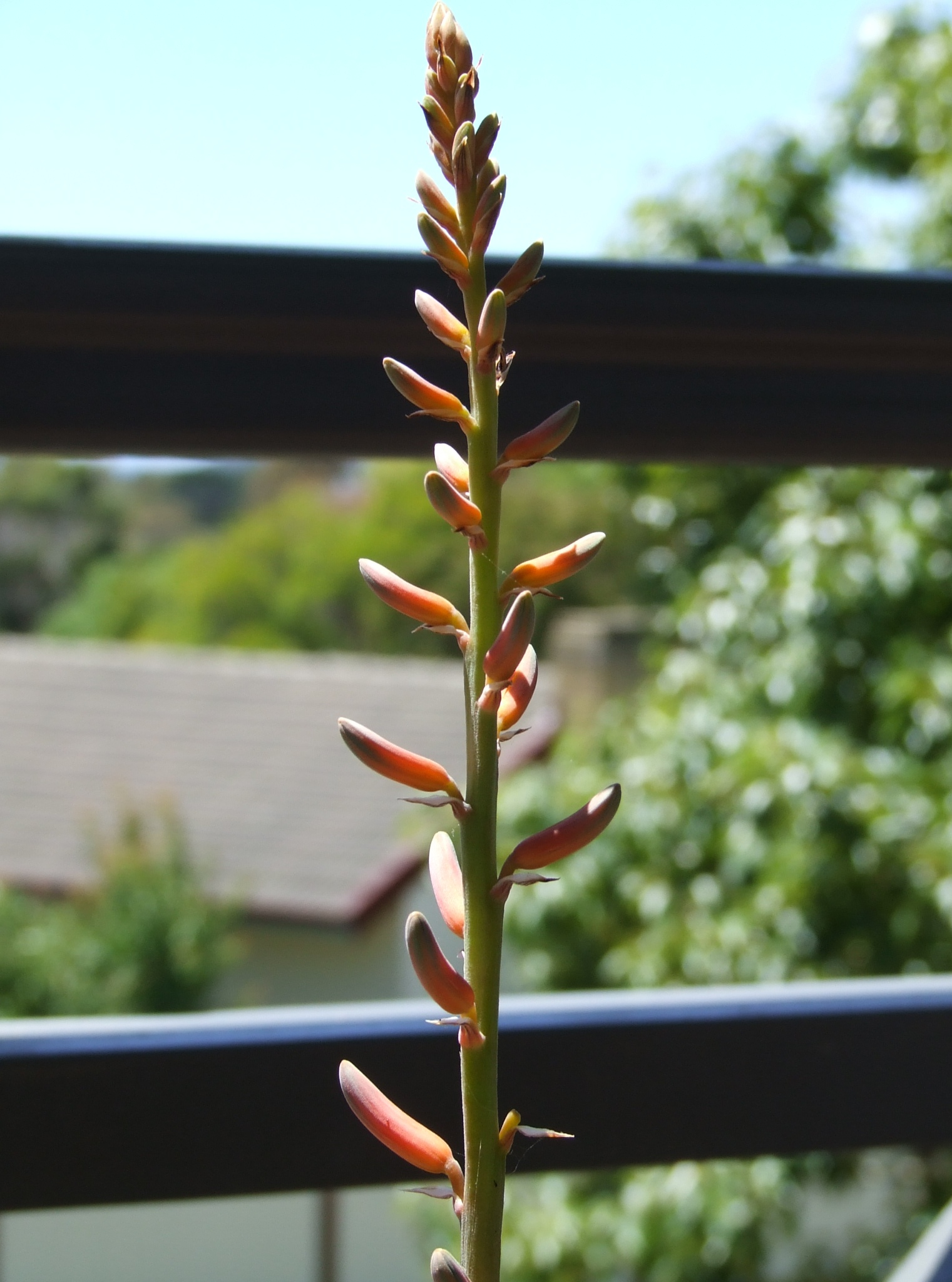
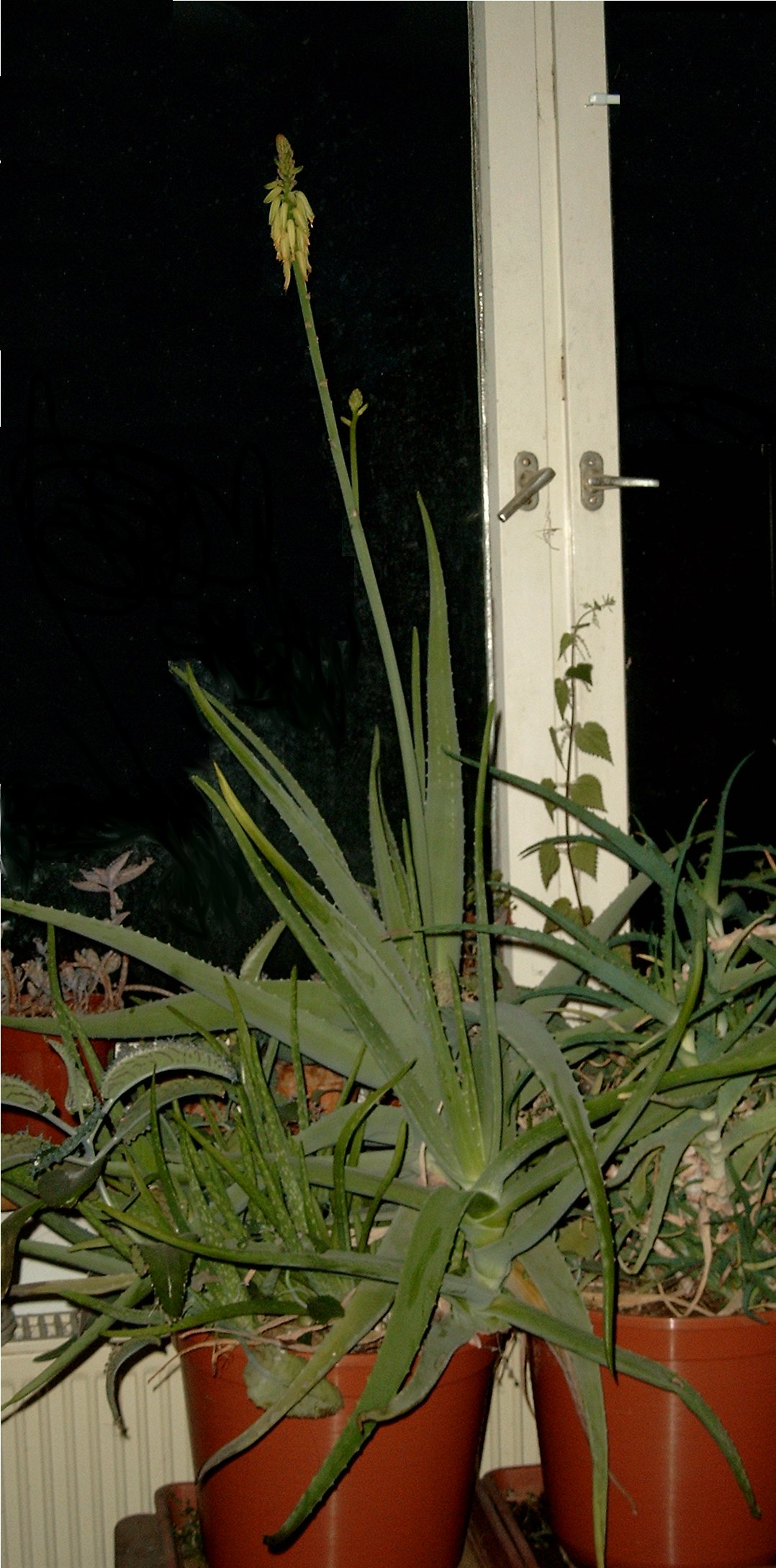
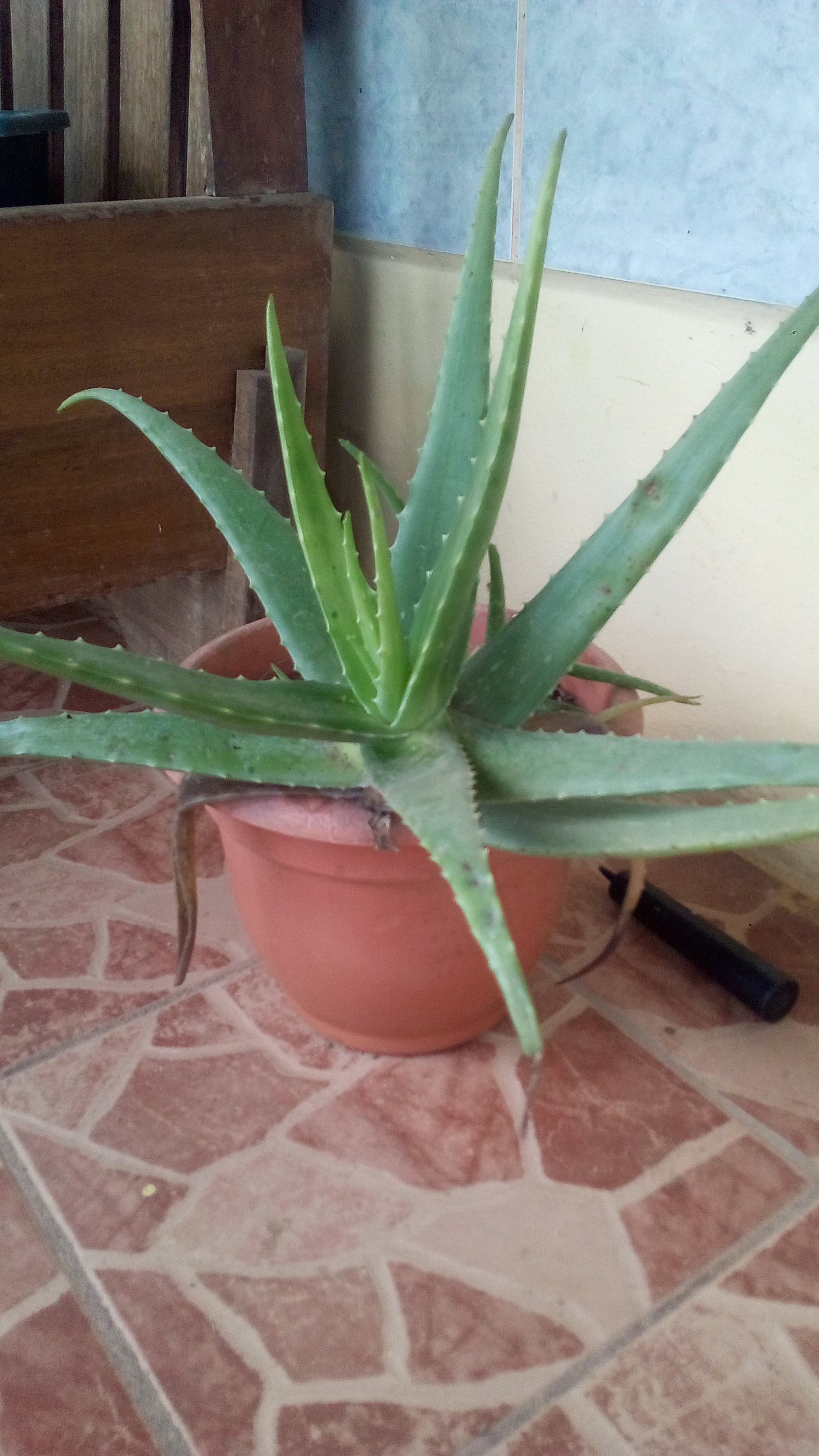
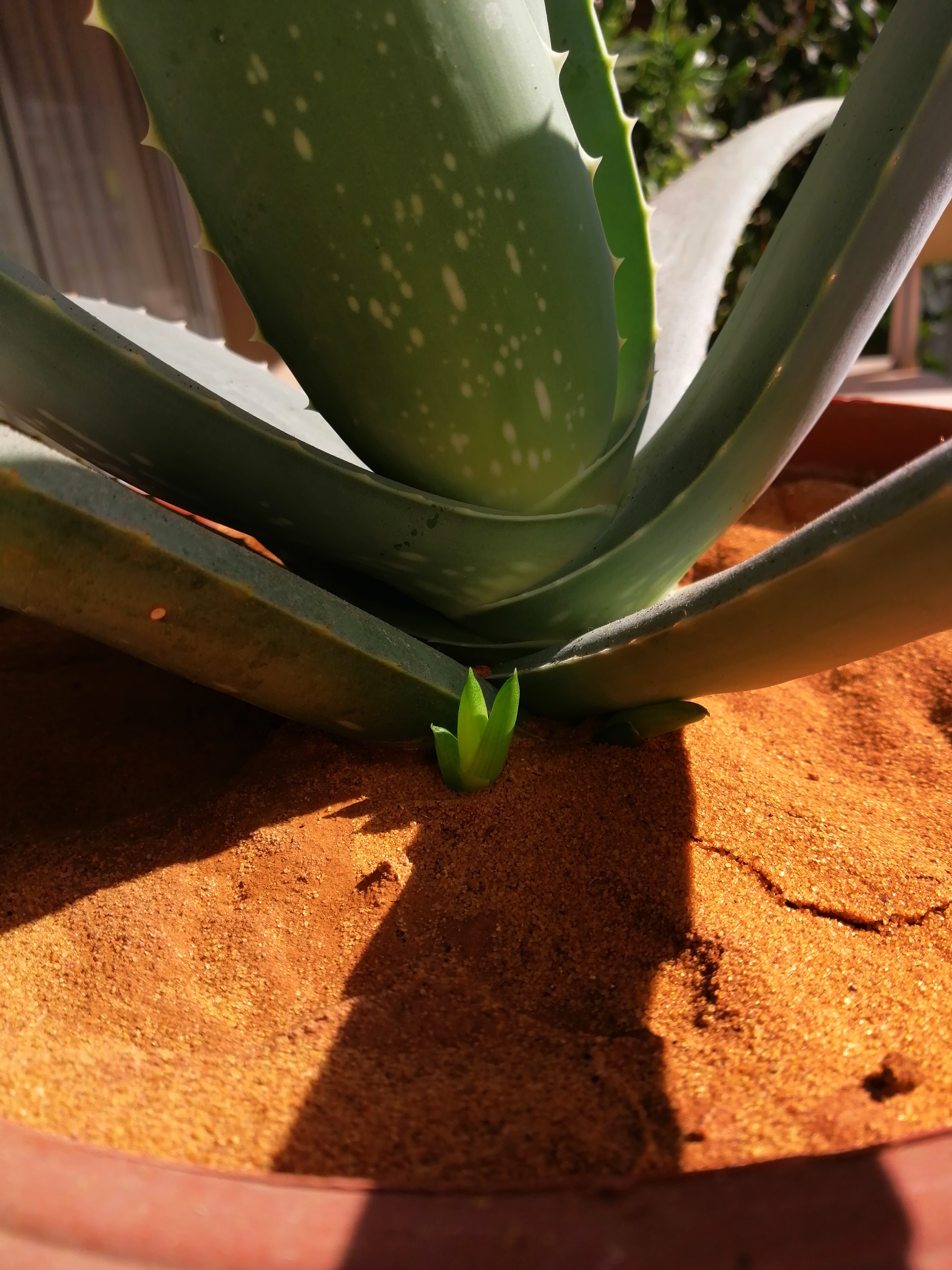